# Zatoglav
Zatoglav falu Horvátországban Šibenik-Knin megyében. Közigazgatásilag Rogoznicához tartozik.

## Fekvése
Šibeniktől légvonalban 22, közúton 36 km-re délre, községközpontjától légvonalban 1, közúton 2 km-re keletre, Dalmácia középső részén, Rogoznicával átellenben, a 156 méter magas Zatoglav nevű magaslat alatt, a tengerpart mentén fekszik.

## Története
A múlt század második felében keletkezett turistatelepként, amikor a Rogzonicával szembeni part mentén egyre több hétvégi ház és nyaraló épült. A horvát közigazgatási átrendezés előtt a régi Šibenik községhez tartozott. Önálló lakott településként csak a 2011-es népszámlálás óta tartják számon. Korábban lakosságát Dvornicához számították. Lakossága 2011-ben 61 fő volt, akik főként a turizmusból éltek.

## Lakosság
| Lakosság változása | Lakosság változása | Lakosság változása | Lakosság változása | Lakosság változása | Lakosság változása | Lakosság változása | Lakosság változása | Lakosság változása | Lakosság változása | Lakosság változása | Lakosság változása | Lakosság változása | Lakosság változása | Lakosság változása | Lakosság változása |
| ------------------ | ------------------ | ------------------ | ------------------ | ------------------ | ------------------ | ------------------ | ------------------ | ------------------ | ------------------ | ------------------ | ------------------ | ------------------ | ------------------ | ------------------ | ------------------ |
| 1857               | 1869               | 1880               | 1890               | 1900               | 1910               | 1921               | 1931               | 1948               | 1953               | 1961               | 1971               | 1981               | 1991               | 2001               | 2011               |
| 0                  | 0                  | 0                  | 0                  | 0                  | 0                  | 0                  | 0                  | 0                  | 0                  | 0                  | 0                  | 0                  | 0                  | 0                  | 61                 |

(Lakosságát 2011-ig Dvornicához számították.)